# Judomiidae
A Judomiidae a háromkaréjú ősrákok (Trilobita) osztályának a Redlichiida rendjéhez, ezen belül az Olenellina alrendjéhez tartozó család.

## Rendszerezés
A családba az alábbi nemek tartoznak:
- Judomia
- Judomiella
- Paranevadella
- Sinskia